# سارا ریان
سارا ریان (انگلیسی: Sarah Ryan؛ زادهٔ ۲۰ فوریهٔ ۱۹۷۷) ورزشکار ورزش شنا اهل استرالیا است.
وی در مسابقات کشوری و بین‌المللی در مجموع برندهٔ ۶ مدال طلا، ۱۲ مدال نقره، ۵ مدال برنز شده‌است.